# Неготин (Сербия)
Неготин (серб. Неготин) — город в восточной Сербии. Административный центр общины Неготин.
Неготин находится недалеко от границы Сербии с Румынией и Болгарией.
Население города составляет 16 882 человека (2011).

## Демография
| 1948  | 1953  | 1961  | 1971   | 1981   | 1991   |
| ----- | ----- | ----- | ------ | ------ | ------ |
| 6.143 | 6.982 | 8.635 | 11.166 | 15.311 | 17.355 |

## История
Впервые упоминается в XVI веке в 1530 году. В 1804 году здесь вспыхнуло Первое сербское восстание против Османской империи.

## Достопримечательности
В список объектов всемирного наследия ЮНЕСКО в Сербии внесены Неготинские пивници.

## Галерея
- Кафедральный собор
- Монастырь
- Центр города ночью
- Неготинские пивници
- Памятник Гайдуку Велько